# Rhegmoclemina botulus
Rhegmoclemina botulus är en tvåvingeart som beskrevs av Haenni 2007. Rhegmoclemina botulus ingår i släktet Rhegmoclemina och familjen dyngmyggor.
Artens utbredningsområde är Seychellerna. Inga underarter finns listade i Catalogue of Life.